# Blossburg
Blossburg es un borough ubicado en el condado de Tioga en el estado estadounidense de Pensilvania. En el año 2000 tenía una población de 1.480 habitantes y una densidad poblacional de 120.3 personas por km².

## Geografía
Blossburg se encuentra ubicado en las coordenadas 41°44′43″N 77°03′46″O / 41.74528, -77.06278.

## Demografía
Según la Oficina del Censo en 2000 los ingresos medios por hogar en la localidad eran de $29,449 y los ingresos medios por familia eran $41,563. Los hombres tenían unos ingresos medios de $27,625 frente a los $21,133 para las mujeres. La renta per cápita para la localidad era de $17,375. Alrededor del 12.8% de la población estaba por debajo del umbral de pobreza.